# إنترناسيونال تورينو
إنترناسيونال تورينو (بالإيطالية: Internazionale Torino)‏ هو نادي كرة قدم إيطالي تأسس في 1891 ، يقع مقره الرئيسي في تورينو، ويلعب في الدوري الإيطالي الدرجة الأولى.